# The Rattles
The Rattles, tysk rockgrupp bildad i början av 1960-talet i Hamburg. De var en av de framgångsrikaste tyska musikgrupperna under 1960-talet. 1970 hade de en internationell hit med låten "The Witch".

## Biografi
The Rattles började sin karriär i Hamburg under början av 1960-talet. De träffade The Beatles år 1962 och spelade tillsammans med dem vid tre tillfällen: i München, Essen och i Hamburg. The Rattles spelade in den första versionen av The Witch år 1968, och den versionen blev en hit i Tyskland. Strax därefter blev de tvungna att splittras av olika anledningar. År 1970 återförenades de, men några medlemmar byttes ut. Samma år släppte de albumet The Witch, som innehöll en ny version av "The Witch". Den nya versionen av låten blev deras enda internationella hit.

## Medlemmar
Nuvarande medlemmar
- Herbert Hildebrandt – basgitarr (1960–1969, 1988–)
- Eggert Johannsen – gitarr, sång (1994–)
- Reinhard "Dicky" Tarrach – trummor (1963–1967, 1988–)
- Max Kretzenbacher – gitarr (2018–)

Tidigare medlemmar
- Achim Reichel – sång, gitarr (1960–1966, 1988–1991)
- Bernd Schulz – keyboard (1967–1968)
- Dieter Sadlowsky - trummor (1960–1963)
- Edna Bejarano – sång (1970–1973)
- Franz "Piggy" Jarnach – keyboard, sång (1991–1995)
- Frank Dostal – sång (1966–1967)
- Frank Mille – gitarr, sång (1970–1977)
- Frank Seidel – keyboard (1996–?)
- Georg "George" Meier – gitarr, sång (1969–1970, 1974–1977)
- George Miller – (1975–1977)
- Hans Joachim "Hajo" Kreutzfeld – (1961–1965)
- Henner Hoier – keyboard, sång (1968–1970, 1988–1993)
- Herbert Bornholdt – trummor (1973)
- Herbert Hildebrandt – basgitarr, sång (1960–1968, 1988–)
- Hermann "Rugy" Rugenstein – gitarr, sång (1965–1968)
- Jochen "Lu Lafayette" Peters – keyboard (1973–1977)
- Kurt "Zappo" Lüngen – basgitarr (1968–1973, 1974)
- Linda Fields – sång (1974–1977)
- Peter "Peet" Becker – trummor (1968–1970)
- Rainer Degner – gitarr, sång (1967–1969)
- Volker Reinhold – gitarr, sång (1960–1961)
- Wolfgang "Al" Brock – trummor (1974)
- Manfred Kraski – sång, gitarr (1990–2018)

## Diskografi (urval)
Studioalbum (topp 70 på Deutsche Albumcharts)
- 1964 – Twist im Star-Club Hamburg (#8)
- 1964 – Twist-Time im Star-Club (#12)
- 1964 – Live at the Star-Club Hamburg (#48)
- 1965 – The Rattles (#39)
- 1966 – Hurra, die Rattles kommen (#24)
- 1988 – Hot Wheels (#62)

Samlingsalbum (topp 20 på Deutsche Albumcharts)
- 1964 – Twist im Star-Club (#10)
- 1966 – Rattles Greatest Hits (#19)

Singlar (topp 50 på Deutsche Singlecharts)
- 1965 – "La La La" (#19)
- 1965 – "(Stoppin’ In) Las Vegas" (#20)
- 1966 – "Come On and Sing" (#11)
- 1966 – "Love of My Life" (#16)
- 1966 – "It Is Love" (#26)
- 1967 – "Cauliflower" (#25)
- 1968 – "After Tea" (#26)
- 1970 – "The Witch" (#4)
- 1971 – "You Can’t Have Sunshine Everyday" (#45)
- 1971 – "Devil’s on the Loose" (#38)
- 1988 – "Hot Wheels" (#47)